# Ryan Evans
Ryan Evans è il fratello gemello di Sharpay e il suo partner nelle esibizioni nella saga dei film di High School Musical. È interpretato da Lucas Grabeel.

## Il personaggio
Insieme alla sorella ha partecipato a 17 produzioni e si ritiene un esperto in questa materia. Ryan è molto elegante, ossessionato dai propri vestiti, ma non riesce nemmeno a leggere la parola 'Drama'. Nel secondo film, è ben notabile che il personaggio di Ryan viene notevolmente rivoluzionato: infatti, stanco di dipendere dalla sua perfida sorella, che lo ha anche abbandonato nel numero del talent show per cantare con Troy, decide di unirsi ai Wildcats e di stringerci amicizia, preparando un numero per lo spettacolo finale. Nel terzo film, la sua amicizia con i Wildcats cresce, tanto da essere entusiasta di fare un musical con tutti loro, di cui creerà le coreografie. Insieme a Kelsi, Sharpay e Troy viene selezionato per la borsa di studio della Julliard. Nel frattempo, cresce la sua autonomia dalla sorella e si sviluppa un certo feeling con Kelsi, che andrà con lui alla Julliard, dopo che entrambi vengono scelti per il loro talento a conclusione del musical.